# Свети Николай (Дутлия)
„Свети Николай“ (на гръцки: Αγίου Νικολάου, Агиу Николау) е средновековна православна църква в сярско село Дутлия (Елеонас), Егейска Македония, Гърция. Храмът е от XII век. Принадлежи към Сярската и Нигритска епархия на Цариградската патриаршия. Църквата е енорийски храм.
В 1962 година църквата е обявена за защитен паметник на културата.

## Описание
Църквата е разположена на площада на селото. По размери е сравнително малка – 5,70 х 5,80 m без конхата. Принадлежи към кръстокуполните църкви и по-специално към тези с четири колони. Четирите стълба и арките им поддържат централния купол, който покрива доста голяма част от църквата. Апсидата е прибавена директно към източната част на кръста. Църквата е изградена от камък с редове тухла за украса. Куполът е изграден от тухли е осмостранен, а апсидата – тристранна. Добавянето на грозен притвор от западната страна в 1851 година и модерна бетонна покривна конструкция променят значително първоначалния му вид.
По-голямата част от интериора е обхваната от поствизантийски и по-нови фрески. Малко преди 1971 година на източната стена, в частта вляво от нишата на дяконикона под дебел слой от хоросан са открити част от първоначалния слой живопис от 1171 г. Изображението е на Свети Дамян и не е в много добро състояние. Светецът е изобразен фронтално и в цял ръст. С лявата си ръка той държи поднос с медицински инструменти. Дело е на провинциално ателие. Показва прилики със скалната фреска на Богородица в Дервешен (1382). По-късните работи по отстраняване на новите фрески разкриват още четири фигури от оригиналните стенописи – трима светци в цял ръст в южната стена на наоса и Свети Йоан Кръстител в нишата на дяконикона. Иконостасните икони са от XIX век.
Архитектурният стил на църквата и отделните морфологични черти свързват паметника с архитектурната традиция на Константинопол и го датират в XII век.
Към енорията принадлежат и храмовете „Свети Пантелеймон“ и „Св. св. Константин и Елена“ и „Свети Илия“.